# Five Nations 1957
Die Ausgabe 1957 des jährlich ausgetragenen Rugby-Union-Turniers Five Nations (seit 2000 Six Nations) fand zwischen dem 12. Januar und dem 23. März statt. Turniersieger wurde England, das mit Siegen gegen alle anderen Teilnehmer zum siebten Mal den Grand Slam schaffte, mit Siegen gegen alle britischen Mannschaften auch die Triple Crown.

## Teilnehmer
| Land       | Stadion                        | Stadt     | Kapitän                        |
| ---------- | ------------------------------ | --------- | ------------------------------ |
| England    | Twickenham Stadium             | London    | Eric Evans                     |
| Frankreich | Stade Olympique Yves-du-Manoir | Colombes  | Michel Celaya                  |
| Irland     | Lansdowne Road                 | Dublin    | Noel Henderson                 |
| Schottland | Murrayfield Stadium            | Edinburgh | Jim Greenwood / Arthur Smith   |
| Wales      | Cardiff Arms Park              | Cardiff   | Malcolm Thomas / Rees Stephens |

## Tabelle
|    | Land       | Spiele | Siege | Unent. | Ndlg. | Spiel- punkte | Diff. | Tabellen- punkte |
| -- | ---------- | ------ | ----- | ------ | ----- | ------------- | ----- | ---------------- |
| 1. | England    | 4      | 4     | 0      | 0     | 34:8          | + 26  | 8                |
| 2. | Wales      | 4      | 2     | 0      | 2     | 31:30         | + 1   | 4                |
| 2. | Irland     | 4      | 2     | 0      | 2     | 21:21         | ± 0   | 4                |
| 2. | Schottland | 4      | 2     | 0      | 2     | 21:27         | − 6   | 4                |
| 5. | Frankreich | 4      | 0     | 0      | 4     | 24:45         | − 21  | 0                |

## Ergebnisse
| 12. Januar 1957 | Frankreich | 0 : 6   | Schottland                                | Stade Olympique Yves-du-Manoir, Colombes Zuschauer: 25.538 Schiedsrichter: Leslie Boundy (England) |
| 12. Januar 1957 |            | Bericht | Straftritte: Scotland Dropgoals: Scotland | Stade Olympique Yves-du-Manoir, Colombes Zuschauer: 25.538 Schiedsrichter: Leslie Boundy (England) |

| 19. Januar 1957 | Wales | 0 : 3         | England              | Cardiff Arms Park, Cardiff Zuschauer: 60.000 Schiedsrichter: Alexander Dickie (Schottland) |
| 19. Januar 1957 |       | (0:3) Bericht | Straftritte: Allison | Cardiff Arms Park, Cardiff Zuschauer: 60.000 Schiedsrichter: Alexander Dickie (Schottland) |

| 26. Januar 1957 | Irland                                                       | 11 : 6        | Frankreich               | Lansdowne Road, Dublin Zuschauer: 45.000 Schiedsrichter: Leslie Boundy (England) |
| 26. Januar 1957 | Versuche: Brophy Kyle Erhöhungen: Pedlow Straftritte: Pedlow | (8:3) Bericht | Straftritte: Vannier (2) | Lansdowne Road, Dublin Zuschauer: 45.000 Schiedsrichter: Leslie Boundy (England) |

| 2. Februar 1957 | Schottland                                               | 9 : 6         | Wales                                      | Murrayfield Stadium, Edinburgh Schiedsrichter: Ray Williams (Irland) |
| 2. Februar 1957 | Versuche: Smith Straftritte: Scotland Dropgoals: Dorward | (6:6) Bericht | Versuche: R. Davies Straftritte: T. Davies | Murrayfield Stadium, Edinburgh Schiedsrichter: Ray Williams (Irland) |

| 9. Februar 1957 | Irland              | 0 : 6         | England                                | Lansdowne Road, Dublin Schiedsrichter: Alexander Dickie (Schottland) |
| 9. Februar 1957 | Straftritte: Challs | (0:3) Bericht | Versuche: Jackson Straftritte: Challis | Lansdowne Road, Dublin Schiedsrichter: Alexander Dickie (Schottland) |

| 23. Februar 1957 | England                     | 9 : 5         | Frankreich                            | Twickenham Stadium, London Zuschauer: 60.000 Schiedsrichter: Ray Williams (Irland) |
| 23. Februar 1957 | Versuche: Evans Jackson (2) | (6:0) Bericht | Versuche: Darrouy Erhöhungen: Vannier | Twickenham Stadium, London Zuschauer: 60.000 Schiedsrichter: Ray Williams (Irland) |

| 23. Februar 1957 | Schottland            | 3 : 5         | Irland                                   | Murrayfield Stadium, Edinburgh Schiedsrichter: Leslie Boundy (England) |
| 23. Februar 1957 | Straftritte: Scotland | (0:5) Bericht | Versuche: O’Sullivan Erhöhungen: Berkery | Murrayfield Stadium, Edinburgh Schiedsrichter: Leslie Boundy (England) |

| 9. März 1957 | Wales                      | 6 : 5         | Irland                                | Cardiff Arms Park, Cardiff Schiedsrichter: James Taylor (Schottland) |
| 9. März 1957 | Straftritte: T. Davies (2) | (3:5) Bericht | Versuche: Kavanagh Erhöhungen: Pedlow | Cardiff Arms Park, Cardiff Schiedsrichter: James Taylor (Schottland) |

| 16. März 1957 | England                                                                           | 16 : 3        | Schottland            | Twickenham Stadium, London Zuschauer: 70.000 Schiedsrichter: Robert Mitchell (Irland) |
| 16. März 1957 | Versuche: P. Davies Higgins Thompson Erhöhungen: Challis (2) Straftritte: Challis | (3:0) Bericht | Straftritte: Scotland | Twickenham Stadium, London Zuschauer: 70.000 Schiedsrichter: Robert Mitchell (Irland) |

| 23. März 1957 | Frankreich                                         | 13 : 19       | Wales                                                                                     | Stade Olympique Yves-du-Manoir, Colombes Zuschauer: 26.000 Schiedsrichter: Peter Cooper (England) |
| 23. März 1957 | Versuche: Dupuy Prat Sanac Erhöhungen: Bouquet (2) | (3:8) Bericht | Versuche: Faull Howells Meredith Prosser Erhöhungen: T. Davies (2) Straftritte: T. Davies | Stade Olympique Yves-du-Manoir, Colombes Zuschauer: 26.000 Schiedsrichter: Peter Cooper (England) |